# Dryopteris burnatii
Dryopteris burnatii är en träjonväxtart som beskrevs av Christ och Wilcz. Dryopteris burnatii ingår i släktet Dryopteris och familjen Dryopteridaceae. Inga underarter finns listade.